# Нич, Дженнифер
Дже́ннифер Кла́удиа Ба́рбара Нич (нем. Jennifer Claudia Barbara Nitsch; 10 декабря 1966, Кёльн, Северный Рейн-Вестфалия — 13 июня 2004[…], Мюнхен, Бавария, Германия) — немецкая киноактриса.

## Биография и карьера
Дженнифер Клаудиа Барбара Нич родилась 10 декабря 1966 года в Кёльне (Северный Рейн-Вестфалия, ФРГ) в семье Вольфтанга и Барбары Нич, которые развелись в 1968 году. У неё был брат Майкл. Окончила среднюю школу Otto-Kühne-Schule. Хотела стать художником по костюмам, но позже решила стать актрисой. Сниматься в кино Нич начала в конце 1980-х годов, всего она сыграла около 40 ролей в фильмах и телесериалах.
37-летняя Дженнифер Нич погибла 13 июня 2004 года, выпав из окна.
Похоронена на кладбище в протестантской церкви Св. Николая Чудотворца в Санкт-Петер-Ординге. Её последней работой в кино стала главная роль Джудит Кемп в фильме с одноимённым названием. Фильм вышел спустя 3 месяца после смерти актрисы.

## Избранная фильмография
| Год       |   | Русское название                 | Оригинальное название                             | Роль           |
| --------- | - | -------------------------------- | ------------------------------------------------- | -------------- |
| 2004      | ф | Джудит Кемп                      | Judith Kemp                                       | Джудит Кемп    |
| 2004      | ф | Дориан Грей. Дьявольский портрет | Dorian                                            | Бэи            |
| 2001      | ф | Восточный экспресс               | Death, Deceit & Destiny Aboard the Orient Express | Рита Эванс     |
| 2000      | ф | Секс или любовь?                 | Sex oder Liebe?                                   | Мари           |
| 1999      | ф | Пираты                           | Caraibi                                           | Изабелла       |
| 1998      | ф | Белый слон                       | L'elefante bianco                                 | Марианна       |
| 1997      | ф | Секспадение                      | Die Sexfalle                                      | Ева Леонард    |
| 1992—2006 | с | Закон Вольфа                     | Wolff's Turf                                      | Рита Вундерлих |

## Награды
- 1995 — Adolf-Grimme-Preis
- 1994 — Bayerischen Fernsehpreis